# San José de Unare (paroisse civile)
Pour les articles homonymes, voir San José, Unare et San José de Unare.
San José de Unare est l'une des deux paroisses civiles de la municipalité de Pedro Zaraza dans l'État de Guárico au Venezuela. Sa capitale est San José de Unare.

## Géographie

### Démographie
Hormis sa capitale San José de Unare, la paroisse civile comporte plusieurs localités, dont :
- Caño Chiquito
- El Dragal
- Gavilán
- Palo Sano
- San José de Unare